# Scaphochlamys subbiloba
Scaphochlamys subbiloba (cách viết khác: Scaphochlamys sub-biloba)  là một loài thực vật có hoa trong họ Gừng. Loài này được Henry Nicholas Ridley miêu tả khoa học đầu tiên năm 1924 theo mẫu và mô tả trước đó của Isaac Henry Burkill. Trước đó, vào năm 1918 Theodoric Valeton đã đề cập tới mẫu vật này theo danh pháp Gastrochilus subbiloba (đúng ra là Gastrochilus subbilobus do Gastrochilus là danh từ giống đực) nhưng không kèm theo mô tả khoa học.
Năm 1950, Richard Eric Holttum chuyển nó sang chi Scaphochlamys với danh pháp được ông viết thành Scaphochlamys sub-biloba.

## Mẫu định danh
Mẫu định danh: Burkill I.H. SFN 1002 do Isaac Henry Burkill (1870-1965) thu thập ở cao độ 300 m ngày 25 tháng 6 năm 1915 tại đảo Tioman (pulau/palau Tioman/Tiuman) trong vịnh Joara, thuộc huyện Rompin, bang Pahang. Mẫu lectotype lưu giữ tại Vườn Thực vật Hoàng gia tại Kew (K).

## Phân bố
Loài này là đặc hữu đảo Tioman, bang Pahang, Malaysia. Môi trường sống là rừng đồi núi duyên hải, ở cao độ 215 – 609 m.

## Mô tả
Thân rễ bò lan, khá mập. Các chồi lá nối tiếp nhau rất ngắn, 1-2 lá và vài bẹ không lá, bẹ dài nhất tới 10 cm, màu có ánh đỏ. Lá chen chúc,  hình trứng tới hình mác-hình elip, hơi lệch, hẹp tại đáy thành hình nêm và hơi men xuống, đỉnh nhọn hiếm khi nhọn thon, có nhú ở phía dưới và với lông thưa khá dài hoặc nhẵn nhụi, mặt dưới nhẵn nhụi. Gân nhỏ, 6 đôi với nhiều gân con thanh mảnh nằm giữa, dài 10–20 cm, rộng 4–6 cm. Cuống lá với bẹ dài 7,5-11,5 cm, trong đó bẹ dài tới 6 cm, khá hẹp, nhẵn nhụi, cuống dài 3–6 cm, có lông thanh mảnh. Cán hoa dài 3–7 cm, khá thanh mảnh, có lông ngắn. Trục cụm hoa dài 6–10 cm, ngoằn ngoèo nhiều hay ít, có lông như cán hoa. Lá bắc 5-12, tỏa rộng, cách nhau 6–12 mm, hình mác nhọn thon hẹp tới hình thuyền cứng-hình elip, nhọn, dài 2,2-2,8 cm, rộng 6–8 mm khi dẹt, có lông ở phần xa (nhẵn nhụi khi già) với toàn bộ rìa cụp trong (không tỏa rộng về phía đỉnh như ở S. malaccana), mỏng, không nhăn, không lông, bao 2 hoa (hoặc hơn) trong nách lá bắc. Lá bắc con thứ nhất dài ~1,3 cm, các lá bắc con khác ngắn hơn. Ống tràng rất thanh mảnh, dài ~2,5 cm; các thùy hình mác, dài 8–10 mm, màu trắng. Nhị lép dài tương đương thùy tràng lưng và rộng tương đương, thuôn dài, tù, màu trắng. Cánh môi hình nêm ngược rộng, hơi dài hơn, đỉnh rộng gần cắt cụt, 2 thùy rất ngắn, màu trắng với dải giữa màu vàng nhạt, không có màu khác.
Rất giống với S. tenuis ở Kemaman nhưng có cụm hoa ngắn hơn và các lá bắc tỏa rộng. Nó khác S. malaccana ở chỗ các lá bắc cứng và hẹp, với toàn bộ mép cụp trong, cánh môi với xẻ thùy nông hơn. Giống như S. tenuis, các lá bắc của nó có màu nâu khi khô chứ không phải màu xanh lục như ở S. malaccana.